# Music for a Sushi Restaurant
Singles de Harry Styles
Late Night Talking
(2022)
Music for a Sushi Restaurant est une chanson du chanteur britannique Harry Styles, apparaissant sur l'album Harry's House et publiée sous les labels Columbia Records et Erskine Records. La chanson est écrite par Harry Styles, Thomas Hull, Tyler Johnson et Mitch Rowland et produite par Kid Harpoon et Johnson. 

## Contexte
Lors d'un interview avec Leila Fadel de NPR, Styles raconte avoir eu l'idée de la chanson lors d'un repas dans un restaurant de sushi de Los Angeles.

## Promotion
La chanson sert de bande sonore d'une nouvelle publicité pour des AirPods avec audio spatial sortie le 2 juin 2022. Harry Styles oblige Apple à donner tous ses gains pour son apparition dans la publicité au International Rescue Committee.

### Clip
Le clip est présenté le 20 octobre 2022 par le biais d'une publicité et d'un site internet faisant la promotion du restaurant fictif Gill's Lounge Sushi,,. Le 27 octobre, la vidéo réalisée par Aube Perrie est dévoilée. 

## Réception

### Classements hebdomadaire
| Classement (2022)                      | Meilleure position |
| -------------------------------------- | ------------------ |
| Argentine (Hot 100)                    | 67                 |
| Australie (ARIA)                       | 4                  |
| Belgique (Flandre Ultratop 50 Singles) | 47                 |
| Canada (Canadian Hot 100)              | 7                  |
| Danemark (Tracklisten)                 | 22                 |
| Espagne (PROMUSICAE)                   | 74                 |
| États-Unis (Adult Top 40)              | 18                 |
| États-Unis (Billboard Hot 100)         | 8                  |
| États-Unis (Top 40 Mainstream)         | 8                  |
| France (SNEP)                          | 97                 |
| Irlande (Irish Singles Chart)          | 3                  |
| Italie (FIMI)                          | 68                 |
| (Billboard Global 200)                 | 4                  |
| Norvège (VG-lista)                     | 24                 |
| Nouvelle-Zélande (RMNZ)                | 4                  |
| Pays-Bas (Single Top 100)              | 14                 |
| Portugal (AFP)                         | 8                  |
| Royaume-Uni (UK Singles Chart)         | 3                  |
| Suède (Sverigetopplistan)              | 34                 |

## Certifications
| Pays        | Certification | Unité   | Référence |
| ----------- | ------------- | ------- | --------- |
| Australie   | Or            | 35 000  | [ 26 ]    |
| États-Unis  | Or            | 500 000 | [ 27 ]    |
| Royaume-Uni | Argent        | 200 000 | [ 28 ]    |